# Nemanja Gordić
Nemanja Gordić (Mostar, 25. rujna 1988.) bosanskohercegovački je profesionalni košarkaš. Igra na poziciji organizatora igre, a može igrati i beka šutera. Trenutačno je član KK Budućnost iz Podgorice.

## Karijera
Nemanja je još kao dijete otišao iz ratnog Mostara u Gacko, gdje njegovi roditelji i danas žive. Košarkašku karijeru započeo je u crnogorskom klubu Budućnost Podgorica. Dobrim igrama u dresu Budućnosti privukao je pažnju mnogih klubova. U prosincu 2010. godine, Gordić prelazi u talijansku Lottomaticu gdje je igrao naredne dvije sezone. U studenom 2012. godine Nemanja odlazi u ukrajnski Azovmaš gdje se zadržao samo tri mjeseca. Nakon što je postao slobodan igrač, Gordić dolazi u beogradski Partizan gdje završava sezonu 2012./13. U listopadu 2013. godine prelazi u redove Igokee.

## Reprezentacija
- Gordić je igrao za U-16 selekciju 2004. godine, i U-18 selekciju 2005. i 2006. godine. Na europskom prvenstu u Rumunjskoj 2006. godine, bio je 3. strijelac prvenstva za prosjekom od 19,4 poena, 7,6 skokova i 3,1 asistencije.

- Sa seniorskom reprezentacijom igrao je Eurobasket 2011. godine u Litvi i Eurobasket 2013. godine u Sloveniji.

## Vanjske poveznice
- Profil  Arhivirana inačica izvorne stranice od 21. veljače 2014. (Wayback Machine) na abaliga.com
- Profil  Arhivirana inačica izvorne stranice od 23. veljače 2014. (Wayback Machine) na fiba.com
- Profil  Arhivirana inačica izvorne stranice od 22. veljače 2014. (Wayback Machine) na draftexpress.com
- Profil na euroleague.net